# Popielatka
Popielatka (Oplosia) – rodzaj chrząszczy z rodziny kózkowatych. 

## Zasięg występowania
Przedstawiciele tego rodzaju występują w  holarktyce. W Polsce jeden gatunek (zobacz: kózkowate Polski).

## Systematyka
Do rodzaju popielatka zaliczane są 3 gatunki:
- popielatka lipowa (Oplosia cinerea)
- Oplosia nubila
- Oplosia suvorovi.